# جورج برادلي (لاعب كرة قاعدة أمريكي)
جورج برادلي (بالإنجليزية: George Bradley)‏ هو لاعب كرة قاعدة أمريكي، ولد في 1 أبريل 1914 في غرينوود في الولايات المتحدة، وتوفي في 19 أكتوبر 1982 في لورنسبورغ في الولايات المتحدة.

## وصلات خارجية
- جورج برادلي (لاعب كرة قاعدة أمريكي) على موقعبيزبول رفرنس.كوم (الدوري الرئيسي) (الإنجليزية)